# Улаз
Улаз (алб. Ulëz) — місто на півдні Албанії в області Дібер, адміністративна одиниця у складі муніципалітету Мат. Населення 1 229 (2011).
В місті розташована гідроелектростанція Улаз, яка є частиною регіонального природного парку Улза.